# Kozani
Kozani (på græsk Κοζάνη), (Makedonsk: Кожани(Kozhani), er en by i Makedonien i det nordlige Grækenland og den største by i regionen Vestmakedonien. Byen er hovedstad i den regionale enhed Kozani. Byen ligger 120 km vest for Thessaloniki.
- Wikimedia Commons har flere filer relateret til Kozani